# Hoplojana tripunctata
Hoplojana tripunctata is een vlinder uit de familie van de Eupterotidae. De wetenschappelijke naam van de soort is voor het eerst geldig gepubliceerd in 1897 door Aurivillius.